# Родокипос
Родокипос (грч. Ροδόκηπος) је насељено место у општини Нова Пропонтида у периферији Средишња Македонија, Грчка. Према попису из 2021. године било је 49 становника.
Према бугарском географу и историчару, Василу Канчову, у Родокипосу је 1900. године живело 150 Турака. Године 1924. турско становништво је принудно исељено у Турску а на њихово место је насељено 27 грчких избегличких породица, којих је на попису из 1928. године било 77. Село се раније звало Селели Махала.